# Tre intermezzi per pianoforte
Tre intermezzi per pianoforte, Op. 117, sono composizioni per pianoforte solista che Johannes Brahms creò nel 1892.

## Storia
Gli intermezzi furono descritti dal critico Eduard Hanslick come "monologhi"... pezzi di "carattere completamente personale e soggettivo" che colpivano una "nota pensierosa, aggraziata, sognante, rassegnata ed elegiaca". Gli Intermezzi dell'Opus 117 furono composti nel 1892. 

## Musica
Il primo intermezzo, in mi bemolle maggiore, è preceduto nella partitura da due versi di una vecchia ballata scozzese, Lamento di Lady Anne Bothwell: 
Balow, piccola mia, sdraiati e dormi!

Mi fa male vederti piangere.
La parte centrale del secondo intermezzo, in si bemolle minore, sembra al biografo di Brahms Walter Niemann ritrarre un "uomo in piedi con il cupo vento autunnale che gli turbina intorno".
Anche l'intermezzo finale, in do diesis minore, ha una qualità autunnale, suggerendo il vento freddo che soffia tra gli alberi mentre le foglie cadono.